# Vlag van Lazio

Vlag van Lazio

De (niet officiële) vlag van Lazio bestaat uit een lichtblauw veld met daarop een achthoek onder een gouden kroon en tussen lauriertakken. Onder de achthoek staat de naam van deze Italiaanse regio in het Italiaans. De vlag is sinds 1995 in gebruik genomen.
De achthoek bestaat uit negen vakken, waarvan er vier de Italiaanse kleuren tonen. De andere vijf vakken tonen de wapens van de vijf provincies waar de regio Lazio uit bestaat. In het midden van de achthoek staat het wapen van de provincie Rome; de andere wapens zijn die van (vanaf linksboven met de klok mee) Frosinone, Latina, Viterbo en Rieti.